# Marcel Moldoveanu
Marcel Moldoveanu (n. 23 martie 1953) este un fost deputat român în legislatura 1992-1996, ales în județul Bacău pe listele partidului PRM. Marcel Moldoveanu a demisionat din FSN în martie 1991 și a fost un membru fondator al PRM.  